# Heather Angel
Heather Grace Angel (ur. 9 lutego 1909 w Oksfordzie, Anglia, zm. 13 grudnia 1986 w Santa Barbara, Kalifornia) – brytyjska aktorka filmowa.

## Wybrana filmografia
- 1931 - Neapol śpiewające miasto jako Carmela
- 1935 - Trzej muszkieterowie jako Konstancja
- 1936 - Ostatni Mohikanin jako Cora Munro
- 1936 - Zorro jako Lady Isabella Palma
- 1938 - Army Girl jako Gwen Bradley
- 1940 - Duma i uprzedzenie jako Kitty Bennet
- 1940 - Kitty Foyle jako żona
- 1941 - Lady Hamilton jako Mary Smith
- 1941 - Podejrzenie jako Ethel
- 1944 - Łódź ratunkowa jako pani Higgins
- 1951 - Alicja w Krainie Czarów jako siostra Alicji
- 1953 - Piotruś Pan jako Maria Darling